# Macroscepis macrocorolla
Macroscepis macrocorolla är en oleanderväxtart som beskrevs av Morillo. Macroscepis macrocorolla ingår i släktet Macroscepis och familjen oleanderväxter. Inga underarter finns listade i Catalogue of Life.